# Lądowisko Starachowice
Lądowisko Starachowice – lądowisko sanitarne – heliport w Starachowicach, w województwie świętokrzyskim, położone przy ul. Radomskiej 70. Przeznaczone jest do wykonywania startów i lądowań śmigłowców sanitarnych i ratowniczych w dzień i w nocy o dopuszczalnej masie startowej do 5700 kg. 
Zarządzającym lądowiskiem jest Powiatowy Zakład Opieki Zdrowotnej w Starachowicach. W roku 2009 zostało wpisane do ewidencji lądowisk Urzędu Lotnictwa Cywilnego pod numerem 49.